# Madonna della Donzellina
Madonna della Donzellina è uno degli appellativi con cui la Chiesa cattolica venera Maria, madre di Gesù. È venerata a Tromello, in provincia di Pavia, dove nella chiesa parrocchiale dedicata a San Martino vi è un affresco collocato nell'omonimo altare che rappresenta un'immagine della Madonna mentre tiene fra le braccia Gesù bambino con ai piedi un devoto in preghiera.